# Zveza komunistov - gibanje za Jugoslavijo
Zveza komunistov - gibanje za Jugoslavijo (srbohrvaško Savez komunista - Pokret za Jugoslaviju) je bila politična stranka v Socialistična federativna republika Jugoslavija, ki je bila ustanovljena 19. novembra 1990 z reorganizacijo članov Zveze komunistov Jugoslavije (ZKJ) v Jugoslovanski ljudski armadi (JLA).
S to potezo je JLA hotela legalno vstopiti v državno politiko.